# Duiveltjelief
Duiveltjelief is een bundel met vier sciencefiction-verhalen van de Engelse schrijver Eric Frank Russell. De verhalen, daterend uit de jaren 1940-1957, werden gekozen door Aart C. Prins en vertaald door Kees van den Broek. De bundel verscheen als een van de eerste uitgaven in de in 1971 door uitgeverij Bruna opgezette SF-reeks.

## Inhoud
1. Spiro; vertaling van Spiro uit de bloemlezing The other side of the moon : 20 masterpieces of science fiction / sel. by August Derleth (New York : Pellegrini & Cudahy, 1949); oorspronkelijk verschenen onder de titel Ventures of the Martian mimics in het Amerikaanse tijdschrift Weird Tales (maart 1947); een vroegere versie verscheen onder de titel I, spy! in het Britse tijdschrift Tales of Wonder (najaar 1940).
2. Lest best; vertaling van Early bird uit de bloemlezing Masters of science fiction / ed. by Ivan Howard (New York : Belmont Books, 1964); oorspronkelijk verschenen in het Amerikaanse tijdschrift Science Fiction Stories (november 1957).
3. De denker; vertaling van The ponderer uit Russells verzamelbundel Dark tides (London : Dennis Dobson, 1962); oorspronkelijk verschenen in het Amerikaanse tijdschrift Weird Tales (november 1948).
4. Duiveltjelief; vertaling van Dear devil uit Russells verzamelbundel Somewhere a voice (London : Dennis Dobson, 1965); oorspronkelijk verschenen in het Amerikaanse tijdschrift Other Worlds : science stories (mei 1950).